# Lycosa aragogi
Lycosa aragogi là một loài nhện trong họ nhện sói Lycosidae. Đây là loài nhện mới được đặt tên theo nhện Aragog một con nhện khổng lồ, có tri giác trong câu chuyện phù thủy và phép thuật Harry Potter vì những nét tương đồng về mặt cấu tạo giữa con nhện được đặt tên Lycosa aragogi và nhân vật Aragog. Chúng đã được phát hiện ra trong một cuộc tìm kiếm những loài bướm ở vùng núi đông nam Iran. Lycosa aragogi có thể sống ở những vùng khác của Iran và các nước láng giềng.

## Đặc điểm
Loài nện này có chiều dài khoảng 3 cm và chiều ngang khoảng 5 cm, nhỏ hơn nhiều so với sinh vật hư cấu trong tiểu thuyết nhưng lại có khung xương tương tự với tám con mắt và lông ở phía ngoài. Lycosa Aragogi có những điểm tương đồng trùng khớp với Aragog dưới hình tượng của một con nhện sói. Lycosa aragogi khác với những con nhện sói khác vì cấu trúc bộ phận sinh dục độc đáo ở những con cái.
Lycosa aragogi là một kẻ săn mồi hiếu thắng. Chúng sẽ không phun tơ tạo mạng nhện mà sẽ đi săn vào ban đêm. Chúng sẽ ăn hết tất thảy những con vật yếu thế hơn, chủ yếu là dế và các loài côn trùng nhỏ khác, chúng có độc nhưng không quá độc để có thể gây hại cho con người. Những con nhện sói này sẽ luôn mang trứng vào mọi lúc và sau đó mang luôn con của mình trên lưng, có khi lên đến hàng trăm con, trong những tuần đầu tiên kể từ khi chào đời. 